# Stachys cydni
Stachys cydni là một loài thực vật có hoa trong họ Hoa môi. Loài này được Kotschy ex Gemici & Leblebici miêu tả khoa học đầu tiên năm 1998.